# Monniotus spica
Monniotus spica is een zakpijpensoort uit de familie van de Protopolyclinidae. De wetenschappelijke naam van de soort is voor het eerst geldig gepubliceerd in 2012 door Monniot.